# Премія Бруно Россі
Премія Бруно Россі — нагорода, яку щорічно вручає підрозділ астрофізики високих енергій (англ. High Energy Astrophysics Division) Американського астрономічного товариства «за визначний внесок в астрофізику високих енергій, а особливо за нові оригінальні дослідження».
Премію названо на честь астрофізика Бруно Россі і вручається вона у вигляді сертифіката, грошової нагороди розміром 500 доларів США та запрошення прочитати лекцію на урочистому засіданні підрозділу. Зазвичай такі урочистості відбуваються на зимовому засіданні. 
Уперше премію було вручено у 1985 році Вільяму Форману та Крістін Джонс Форман «за новаторську роботу у вивченні рентгенівського випромінювання галактик раннього типу». 

## Список лауреатів
- 1985 — Вільям Форман та Крістін Джонс Форман
- 1986 — Аллан Якобсон
- 1987 — Міхіл ван дер Кліс
- 1988 — Рашид Сюняєв
- 1989 — команди IMB та Kamioka Experiment
- 1990 — Стерлінг Колґейт
- 1991 — Джон Сімпсон
- 1992 — Джеральд Шер
- 1993 — Джованні Біньямі та Жуль Альпер
- 1994 — Джеральд Фішман
- 1995 — Карл Фіхтель
- 1996 — Фелікс Мірабель та Луїс Родрігес
- 1997 — Тревор Вікс
- 1998 — команда BeppoSAX та Ян ван Парадес
- 1999 — Джин Свонк та Гейл Брадт
- 2000 — Петер Масрош, Богдан Пачинський та Мартін Ріс
- 2001 — Ендрю Фабіан та Ясуо Танака
- 2002 — Леон ван Спейбрьок
- 2003 — Роберт Дункан, Крістофер Томпсон та Хрисса Кувеліоту
- 2004 — Гарві Тананбаум та Мартін Вайскопф
- 2005 — Стенфорд Вуслі
- 2006 — Діпто Чакрабарті, Тод Штрохмаєр та Руді Вейнандс
- 2007 — Ніл Герельс та команда Swift
- 2008 — Стів Аллен, Пат Генрі, Максим Маркевич та Олексій Віхлінін
- 2009 — Чарльз Бейлин, Джеффрі Макклінток та Рональд Реміллард
- 2010 — Фелікс Агаронян, Вернер Гофман, Генріх Фольк та команда H.E.S.S.
- 2011 — Вільям Атвуд, Петер Міхельсон та команда Fermi Gamma-ray Space Telescope
- 2012 — Марко Тавані та команда AGILE
- 2013 — Роджер Романі та Еліс Гардінг
- 2014 — Дуглас Фінкбейнер, Трейсі Слейтер та Менг Су за відкриття бульбашок Фермі
- 2015 — Фіона Гаррісон;
- 2016: Ніл Брандт[en][5];
- 2017: Габріела Гонсалес та команда LIGO[6];
- 2018: Колін Вілсон-Ходж та команда гамма-телескопа Fermi[7];
- 2019: Браян Метцер[de] та Даніель Кейсен[8];
- 2020: Шепард Доулман та Телескоп горизонту подій[9]
- 2021: Френсіс Гальзен з колективом IceCube